# Greg Egan
Greg Egan (20 augustus 1961) is een Australisch sciencefictionschrijver en computerprogrammeur. Hij heeft wiskunde gestudeerd aan de Universiteit van West-Australië.
Egan specialiseert in harde sciencefiction met wiskundige en metafysische thema's, waaronder de fundamenten van bewustzijn. Ook behandelt hij thema's als genetica, gesimuleerde realiteit, geestoverbrenging (bijvoorbeeld naar een computer) en kunstmatige intelligentie. Zijn verhalen hebben regelmatig een bovengemiddeld hoog gehalte aan wetenschap.
Egan won in 1995 de John W. Campbell Memorial Award met Permutation City. Met de novelle Oceanic won hij in 1998 de Hugo Award en de Locus Award in 1999. In hetzelfde jaar kreeg hij de Locus voor de novelette The Planck Dive en in 2000 voor Border Guards.
Egan gaat niet naar sciencefictionconventies, signeert geen boeken en heeft verklaard dat hij niet op foto's op internet staat, hoewel zowel SF-fansites als Google Search soms ten onrechte foto's van andere mensen met dezelfde naam als die van de schrijver geven.